# 香港歷史系列

《香港歷史系列》開場畫面，亞洲電視亞洲台播映版

《香港歷史系列》（英語：The History of Hong Kong Series）是香港電台製作之電視節目及電台節目系列，由香港賽馬會慈善信託基金贊助。
本節目系列共分為三輯：第一輯名為《香港歷史系列》，共分為9集；第二輯名為《香港歷史系列II》，共分為10集；第三輯名為《香港歷史系列III》，共分為9集；第四輯名為《香港歷史系列IV》，共分為7集。

## 節目內容
《香港歷史系列》
- 第一集：製作歷程
- 第二集：辛亥革命在香港，孫中山
- 第三集：思潮空間——青年會、孔聖堂、達德學院、新亞書院，魯迅等文人的講座，許地山
- 第四集：國學南來
- 第五集：華工流徙——東華義莊、骨殖、三邑四邑、掘金，匯票、金山客
- 第六集：華商與善行——文武廟、東華三院（東華醫院、廣華醫院、東華東院）、保良局、樂善堂（龍津橋、排除糾紛），東華醫院原是中醫院，東華東院的建築特色，反映華商在社會上的影響力
- 第七集：南北行貿易——乾泰隆、符之福、兆豐行都有一百年歷史，經歷幾代人，密底算盤，儒家精神，華人營商手法口頭承諾；文咸東街、文咸西街、永樂路
- 第八集：反蓄奴運動
- 第九集：淪陷前後——集中講日投降後大英帝國如何爭取回統治權

《香港歷史系列II》
- 第一集：製作歷程
- 第二集：香港開埠——發現小瀑布開始
- 第三集：寨城內外——政治鬥爭產物
- 第四集：烽火中的文人
- 第五集：百年築城——打石客家人（梅州五華），建築業的影響力，中西結合的聖瑪莉教堂，林護
- 第六集：西學先驅——王韜（翻譯、辦報、印書局），何啓（開西醫院和西醫書院，孫中山革命背後支持者）
- 第七集：海員大罷工
- 第八集：調景嶺歲月
- 第九集：早期的洋人生活——葡萄牙人、天主教堂、西洋波會；巴斯人（印度孟買），有錢，買好多房產，開發尖沙咀，貢獻大
- 第十集：傳教與辦學——英華書院、中央書院（世俗教育）、聖保羅書院、拔萃男女校；天主教嘉諾撒聖心書院，孤兒院、小型醫院、感化院（職業培訓），聖若瑟書院；政府資助雙語教學、世俗教學和神學教育同步的教會學校

《香港歷史系列III》
- 第一集：製作歷程
- 第二集：香港保衛戰
- 第三集：醫療與管治
- 第四集：香港報業
- 第五集：航運連城——怡和、黃埔、紅磡、太古，避風塘，燈塔，東角（銅鑼灣），眾多填海計劃
- 第六集：法治的基石——九尾鞭
- 第七集：路行車載——轎子、人力車、纜車、電車、巴士、渡輪等
- 第八集：安居屋檐下——1920九龍塘花園城市計劃，廉租屋、徙置大廈、公營房屋、工業區等；麥浩理後的十年房屋計劃，新市鎮計劃包括荃灣、沙田、屯門，之後第二期大埔、上水、粉領、元朗，先公屋，後出售私人樓宇
- 第九集：城外之城——土地拍賣、填海，上中下市場，蘇杭街、文咸街附近第一次填海；除了維多利亞城之外發展了西營盤、銅鑼灣；李升是土地買賣代表人物，和香港政府、清政府關係都很好；利希慎是銅鑼灣利園山發展的關鍵人物；華商參與土地買賣的熱誠

《香港歷史系列IV》
- 第一集：追跡消逝的香港工業
- 第二集：戰後起風雲
- 第三集：有教無類
- 第四集：工潮迭起時
- 第五集：戰後的光與影
- 第六集：南來到港
- 第七集：文學的黃金時代

## 播出時間
| 第一輯         | 第一輯                                           | 第二輯         | 第二輯                                            | 第三輯                    | 第三輯                                          |
| 頻道           | 播出日期及時間                                   | 頻道           | 播出日期及時間                                    | 頻道                      | 播出日期及時間                                  |
| 電視版本       | 電視版本                                         | 電視版本       | 電視版本                                          | 電視版本                  | 電視版本                                        |
| -------------- | ------------------------------------------------ | -------------- | ------------------------------------------------- | ------------------------- | ----------------------------------------------- |
| 無綫電視翡翠台 | 2008年12月10日至2009年2月4日 逢星期三19:00-19:30 | 無綫電視翡翠台 | 2010年12月10日至2011年2月11日 逢星期五19:00-19:30 | 無綫電視翡翠台 港台電視31 | 2015年7月10日至2015年9月4日 逢星期五19:00-19:30 |
| 無綫電視翡翠台 | 2008年12月10日至2009年2月4日 逢星期三19:00-19:30 | 無綫電視翡翠台 | 2010年12月10日至2011年2月11日 逢星期五19:00-19:30 | 港台電視31                | 2015年7月12日- 逢星期日18:30-18:55              |
| 電台版本       |                                                  |                |                                                   |                           |                                                 |
| 香港電台第五台 | 2008年12月11日至2009年2月5日 逢星期四20:00-21:00 | 香港電台第一台 | 2010年12月12日至2011年2月13日 逢星期日20:30-21:00 | 香港電台第五台            | 2015年7月15日- 逢星期三21:00-22:00              |
| 香港電台第五台 | 2008年12月11日至2009年2月5日 逢星期四20:00-21:00 | 香港電台第五台 | 2010年12月16日至2011年2月17日 逢星期四21:00-22:00 | 香港電台第五台            | 2015年7月15日- 逢星期三21:00-22:00              |

## 主持人及旁述
本節目系列共分為兩輯：第一輯至第三輯的電視版本均由鄭子誠擔任旁述；第一輯的電台版本由丁新豹和鄭啟明擔任主持，第二輯的電台版本分別有兩條電台頻率播出主持人，第一台由鄭子誠擔任主持、第五台由丁新豹和伍曼儀擔任主持。

## 獎項
| 電視版本                                | 電視版本                                              |
| 頒獎典禮                                | 獲獎獎項                                              |
| 第一輯                                  | 第一輯                                                |
| --------------------------------------- | ----------------------------------------------------- |
| 2008年度電視欣賞指數 調查最佳節目頒獎禮 | 最佳電視節目第十位                                    |
| 2008年度電視欣賞指數 調查最佳節目頒獎禮 | 評審團大獎得獎單元： 《香港歷史系列》－辛亥革命在香港 |
| 2010年紐約電視節                        | 銀獎                                                  |
| 第二輯                                  |                                                       |
| 2010年度電視節目 欣賞指數調查           | 最高欣賞指數電視節目第九位                            |

## 影碟發行
以下所有影碟均由香港電台電視部授權洲立影視推出發行：
第一套於2010年2月推出發行了《香港歷史系列》DVD影碟零售版本，此影碟收錄全套9集，設有粵語發音版本，自選開啟或關閉繁體中文、簡體中文及英文字幕。
第二套於2011年7月推出發行了《香港歷史系列II》DVD影碟零售版本，此影碟收錄全套10集，設有粵語發音版本，自選開啟或關閉繁體中文、簡體中文及英文字幕。

## 書籍出版
香港電台電視部授權明報出版社於2011年1月發行了《香港歷史系列－穿梭今昔 重拾記憶》書籍零售版本，此書籍可以把《香港歷史系列》兩輯節目內容改編而錄成書籍，重新編寫，重要添加拍攝片中節目內容資料圖片。

## 外部連結
- 香港電台官方網站 - 香港歷史系列 （页面存档备份，存于）
- 香港電台官方網站 - 香港歷史系列II （页面存档备份，存于）
- 香港電台官方網站 - 香港歷史系列III （页面存档备份，存于）

## 電視節目的變遷
| 香港無綫電視翡翠台 星期三 19:00-19:30 時段                                | 香港無綫電視翡翠台 星期三 19:00-19:30 時段              | 香港無綫電視翡翠台 星期三 19:00-19:30 時段                      |
| ------------------------------------------------------------------------- | ------------------------------------------------------- | --------------------------------------------------------------- |
|                                                                           | 香港歷史系列 (港台節目) (2008.12.10 - 2009.02.04)       |                                                                 |
| 創新戰隊 (港台節目) (2008.10.01 - 2008.12.03)                             | 老土正傳 (港台節目) (第1-2集) (2009.02.11 - 2009.02.18) |                                                                 |
| 香港無綫電視翡翠台 星期五 19:00-19:30 時段                                |                                                         |                                                                 |
| 頭條新聞 (港台節目) (2010.10.01 - 2010.12.03)                             | 香港歷史系列II (港台節目) (2010.12.10 - 2011.02.11)     | 文化長河－鐵道行 (港台節目) (第1-6集) (2011.02.18 - 2011.03.25) |
| 香港凤凰卫视香港台 星期一 19:00-19:30 時段 / 翌日 3:00、11:00和15:00 重播 |                                                         |                                                                 |
| （無）                                                                    | 香港歷史系列 (港台節目) (2011.03.28 - 2011.05.23)       | —                                                               |
| 香港港台電視31 星期五 19:00-19:30 時段                                    |                                                         |                                                                 |
| 頭條新聞 （2015.02.13－2015.07.03）                                       | 香港歷史系列III （2015.07.10－2015.09.04）              | —                                                               |
| 香港港台電視31、31A 星期六 21:30-22:00 時段                               |                                                         |                                                                 |
| 香港故事 - 思家知味                                                       | 香港歷史系列IV （2019.10.19－2019.11.23）               | 人間有情                                                        |